# The Mighty Ducks
The Mighty Ducks is een jeugdfilm uit 1992 onder regie van Stephen Herek. Het bleek het eerste van drie (film)delen over het fictieve kinder-ijshockeyteam uit de titel.

## Verhaal
Gordon Bombay (Emilio Estevez) was als kind een veelbelovend ijshockeyer voor de Hawks. Hij stopte totaal met de sport toen hij in een belangrijke wedstrijd zijn team een nederlaag kostte, wat hem zwaar aangerekend werd. Bombay ging in plaats daarvan rechten studeren en werd een succesvol advocaat.
Wanneer hij op een dag in zijn auto aangehouden wordt met te veel alcohol in zijn bloed, verzint de rechter een taakstraf die hem terugwerpt in zijn jeugd. Hij moet gedurende één seizoen een jeugdijshockeyteam coachen, een zootje ongeleide projectieltjes op het ijs. Charlie Conway (Joshua Jackson), Greg Goldberg (Shaun Weiss), Lester Averman (Matt Doherty), Peter Mark (J.D. Daniels), Guy Germaine (Garette Ratliff Henson), Jesse Hall (Brandon Quintin Adams), Connie Moreau (Marguerite Moreau), Dave Karp (Aaron Schwartz), en Terry Hall (Jussie Smollett) weten amper wat ze doen. Bombay heeft er totaal geen zin en maakt daar geen geheim van.
Wanneer zijn oude coach van het nog steeds bestaande én in dezelfde competitie uitkomende Hawks Bombay met een opmerking weer op zijn ziel trapt, bedenkt hij zich. Hij leert de kinderen structuur, teamgeest en afspraken nakomen. Zelf komt hij er gaandeweg achter hoe belangrijk het is vooral plezier te hebben. Hij regelt nieuwe tenues voor de kinderen en hernoemt het team tot Mighty Ducks. Bovendien sluit de sterspeler van de Hawks, Adam Banks (Vincent Larusso) zich, met tegenzin maar verplicht, bij Bombays team aan. Omdat hij gek is op zijn sport accepteert deze zijn overplaatsing, waarna zijn vrienden van zijn vorige, prestatiegerichte, team hem uitkotsen en hij geleidelijk aan opgenomen wordt in de vriendengroep. Terwijl het langzaam beter gaat met de Ducks, komt voor Bombay - en Banks - de kans op revanche op hun oude club dichterbij.

## Rolverdeling
| Acteur                 | Personage               |
| ---------------------- | ----------------------- |
| Emilio Estevez         | Gordon Bombay           |
| Joss Ackland           | Hans                    |
| Lane Smith             | ack Reilly              |
| Heidi Kling            | Casey Conway            |
| Josef Sommer           | Gerald Ducksworth       |
| Joshua Jackson         | Charlie Conway          |
| Elden Ratliff          | Fulton Reed             |
| Shaun Weiss            | Greg Goldberg           |
| Brandon Adams          | Jesse Hall              |
| M. C. Gainey           | Lewis                   |
| Matt Doherty           | Lester Averman          |
| J. D. Daniels          | Peter Mark              |
| Aaron Schwartz         | Dave Karp               |
| Garette Ratliff Henson | Guy Germaine            |
| Marguerite Moreau      | Connie Moreau           |
| Vincent LaRusso        | Adam Banks              |
| Jussie Smollett        | Terry Hall              |
| Danny Tamberelli       | Tommy Duncan            |
| Jane Plank             | Tammy Duncan            |
| Michael Ooms           | McGill                  |
| Casey Garven           | Larson                  |
| Hal Fort Atkinson III  | Phillip Banks           |
| John Beasley           | Mr. Hall                |
| Brock Pierce           | Gordon Bombay – 10 jaar |
| Robert Pall            | Gordon's vader          |
| John Paul Gamoke       | Mr. Tolbert             |
| Steven Brill           | Frank Huddy             |
| George Coe             | Weathers                |
| Bob Miller             |                         |

## Vervolgen
- D2: The Mighty Ducks (1994)
- D3: The Mighty Ducks (1996)

## Trivia
- Het professionele Amerikaanse ijshockeyteam Anaheim Mighty Ducks dankt haar naam aan de film. Het was op het moment van oprichting eigendom van The Walt Disney Company, de productiemaatschappij achter The Mighty Ducks.